# Freudiana
Freudiana, lançado em 1990, foi o último e o décimo-primeiro álbum do The Alan Parsons Project. O trabalho acabou direcionado para ser a trilha sonora de rock de uma peça teatral musical de mesmo nome.
Caracterizado como um álbum conceitual, todas as canções fazem referências a teorias de Sigmund Freud, como o próprio título prenuncia.

## Lista de Faixas
Todas as canções foram compostas por Alan Parsons e Eric Woolfson
1. "The Nirvana Principle" – 3:44
2. "Freudiana" – 6:20
3. "I Am a Mirror" – 4:06
4. "Little Hans" – 3:15
5. "Dora" – 3:51
6. "You're On Your Own" – 3:54
7. "Let Yourself Go" – 5:26
8. "Beyond the Pleasure Principle" – 3:13
9. "The Ring" – 4:22
10. "Don't Let the Moment Pass" – 3:40
11. "Freudiana (Instrumental)" – 3:43
12. "There But For the Grace of God" – 5:56